# Buhurt
Buhurt (łac. bagordia, fr. behourt) - zaczerpnięta z języka niemieckiego nazwa oznaczająca popis kawaleryjski. Niekiedy ograniczał się on wyłącznie do konnej parady rycerzy, choć chętnie uzupełniano go o starcia na tępą broń. Zawodnicy walczyli indywidualnie, parami lub w grupach, godzili w przeciwników kopiami zaopatrzonymi w tępe groty, zadawali ciosy stępionymi lub drewnianymi mieczami lub maczugami. Buhurty rozgrywano od XIII do XVI wieku.

## Buhurt współcześnie
We współczesnym znaczeniu buhurt (inaczej bohurt lub behurt) skupia się na starciach formacji złożonych z osób należących do bractw rycerskich lub rycerskich klubów sportowych. Głównym celem jest nieudawana, siłowa walka, służąca nie tyle celom inscenizacyjnym czy pokazowym, co jak najskuteczniejszej i najszybszej eliminacji przeciwnika. Walka kończy się w momencie gdy wszyscy zawodnicy przeciwnej drużyny zostaną obaleni. 
Do buhurtu dopuszcza się wszelkiego rodzaju broń, która istniała w datowaniu odtwarzanej imprezy. Są pewne wyjątki, związane z bezpieczeństwem walczących. Nie dopuszcza się nadziaków, korbaczy lub kiścieni, broń musi być tępa. Dodatkowo ważny jest sam sposób użycia broni, niedozwolone są pchnięcia (w przypadku mieczy), chwyt ostrzem za kark przeciwnika, itd. Opancerzenie musi zagwarantować uczestnikowi bezpieczeństwo na polu walki. W zależności od rodzaju i rangi turnieju, sędziowie zobligowani są do sprawdzenia poprawności historycznej zestawu opancerzenia zawodników oraz jego zgodności z wymogami bezpieczeństwa. Wynika z tego tendencja do unifikacji oraz upraszczania uzbrojenia - szybkie zużywanie się zbroi zniechęca do używania wiernych, a co za tym idzie drogich replik wysokiej jakości. Jeżeli w trakcie walki dojdzie do obluzowania lub utraty części opancerzenia, zawodnik zostaje wyeliminowany.